# Incrions
Els incrions (en llatí incriones, en grec antic Ἰγκρίωνες) eren una tribu germànica dels sigambris que només menciona Claudi Ptolemeu.
Sembla que ocupaven només la part sud dels dominis sigambris. Alguns autors pensen que podrien ser els mateixos que els juhons (juhones) esmentats per Tàcit, que parla d'un gran terratrèmol que va destruir el seu territori l'any 59. Hi ha qui pensa que vivien a la desembocadura del riu Lahn, i d'altres a Ingersheim, a la vora del riu Neckar, on sembla que els incrions hi havien viscut.